# Filippo Della Vite
Filippo Della Vite (* 4. Oktober  2001 in Bergamo) ist ein italienischer Skirennläufer. Er ist auf die Disziplinen Riesenslalom und Slalom spezialisiert.

## Biografie
Della Vite stammt aus Ponteranica in der Provinz Bergamo. Als 16-Jähriger nahm er ab Dezember 2017 an FIS-Rennen und nationalen Meisterschaften teil, wobei er sich von Anfang an auf die technischen Disziplinen Riesenslalom und Slalom konzentrierte. Im Februar 2019 war er Teilnehmer des Europäischen Olympischen Jugendfestivals in Sarajevo. Einen Monat später gewann er erstmals ein FIS-Rennen. Seine ersten Einsätze im Europacup folgten im Januar 2020. Sein Debüt im Weltcup hatte er am 20. Dezember 2020 im Riesenslalom auf der Gran Risa in Alta Badia, wobei er im ersten Durchgang ausschied. Am 27. Februar 2021 holte er zum ersten Mal Weltcuppunkte, als er im Riesenslalom von Bansko überraschend auf Platz 16 fuhr. Zum Abschluss der Saison gewann er die italienischen Juniorenmeistertitel im Riesenslalom und Slalom.
Die Saison 2021/22 war zunächst von zahlreichen Ausfällen geprägt. Am 19. Februar 2022 gelang schließlich mit Rang 2 im Riesenslalom von Oppdal die erste Europacup-Podestplatzierung. Zwei Wochen später gewann er bei den Juniorenweltmeisterschaften in Panorama die Silbermedaille im Riesenslalom, hinter dem Norweger Alexander Steen Olsen. Im Weltcup konnte er sich weitere zwei Mal in den Punkterängen klassieren. In der Weltcupsaison 2022/23 konnte sich Della Vite im Riesenslalom bereits nahe der Weltspitze etablieren und erzielte zwei Top-10-Ergebnisse.
Bei den Weltmeisterschaften 2025 in Saalbach wurde Della Vite gemeinsam mit Lara Della Mea, Giorgia Collomb und Alex Vinatzer Weltmeister im Mannschaftswettbewerb.

## Erfolge

### Weltmeisterschaften
- Courchevel/Méribel 2023: 8. Mannschaftswettbewerb, 10. Riesenslalom, 18. Parallelrennen
- Saalbach 2025: 1. Mannschaftswettbewerb, 24. Riesenslalom

### Weltcup
- 5 Platzierungen unter den besten zehn

### Weltcupwertungen
| Saison  | Gesamt | Gesamt | Riesenslalom | Riesenslalom |
| Saison  | Platz  | Punkte | Platz        | Punkte       |
| ------- | ------ | ------ | ------------ | ------------ |
| 2020/21 | 125.   | 15     | 42.          | 15           |
| 2021/22 | 119.   | 21     | 36.          | 21           |
| 2022/23 | 41.    | 196    | 13.          | 196          |
| 2023/24 | 72.    | 87     | 24.          | 87           |

### Europacup
- 1 Podestplatz

### Juniorenweltmeisterschaften
- Bansko 2021: 21. Super-G
- Panorama 2022: 2. Riesenslalom, 6. Mannschaftswettbewerb, 7. Kombination, 29. Super-G

### Weitere Erfolge
- 3 italienische Juniorenmeistertitel (Riesenslalom 2019, Riesenslalom und Slalom 2021)
- 6 Siege in FIS-Rennen